# Vtoraja Liga 1937
In 1937 werd de derde editie van de Vtoraja Liga  gespeeld, de derde hoogste divisie voor voetbalclubs uit de Sovjet-Unie. In deze tijd heette de competitie nog Groep V en werd gespeeld van 6 augustus tot 30 september. Dinamo Odessa werd kampioen. 
Na dit seizoen werden zowel de tweede als de derde klasse ontbonden. De meeste clubs uit deze competities werden in 1938 in de hoogste klasse ingedeeld, die uitgebreid werd naar 26 teams.

## Eindstand
| Plaats | Club                   | Wed. | W | G | V | Saldo | Ptn. |
| ------ | ---------------------- | ---- | - | - | - | ----- | ---- |
| 1.     | Dinamo Odessa          | 9    | 7 | 0 | 2 | 23:11 | 23   |
| 2.     | Lokomotiv Kiev         | 9    | 6 | 0 | 3 | 20:13 | 21   |
| 3.     | Stachanovets Stalino   | 9    | 4 | 4 | 1 | 20:13 | 21   |
| 4.     | Dinamo Dnjepropetrovsk | 9    | 5 | 1 | 3 | 18:15 | 20   |
| 5.     | Traktor Charkov        | 9    | 4 | 1 | 4 | 17:12 | 18   |
| 6.     | Lokomotiv Tbilisi      | 9    | 4 | 0 | 5 | 27:23 | 17   |
| 7.     | Spartak Charkov        | 9    | 4 | 0 | 5 | 15:21 | 17   |
| 8.     | SelMasj Charkov        | 9    | 3 | 1 | 5 | 16:29 | 16   |
| 9.     | Dinamo Charkov         | 9    | 3 | 0 | 6 | 20:21 | 15   |
| 10.    | Dinamo Gorki           | 9    | 1 | 1 | 7 | 8:26  | 11   |

|  | Kampioen                |
|  | Geen competitie in 1938 |

De toenmalige namen worden weergegeven, voor clubs uit nu onafhankelijke deelrepublieken wordt de Russische schrijfwijze weergegeven zoals destijds gebruikelijk was, de vlaggen van de huidige onafhankelijke staten geven aan uit welke republiek de clubs afkomstig zijn. 